# Tom Harrisson
Pour les articles homonymes, voir Harrisson.
Tom Harnett Harrisson,, né le 26 septembre 1911 à Buenos Aires (Argentine) et mort le 16 janvier 1976 en Thaïlande, est un penseur britannique. Il est tour à tour ornithologue, explorateur, journaliste, soldat, guérillero, ethnologue, conservateur de musée, archéologue, réalisateur, et écrivain.
Souvent décrit comme un anthropologue, ses études universitaires à l'Université de Cambridge, qu'il quitte ensuite pour Oxford, portaient sur les sciences naturelles. Il a mené des travaux de recherche ornithologique et anthropologique à Sarawak (1932) et dans les Nouvelles-Hébrides (1933-5), a passé une grande partie de sa vie à Bornéo (principalement à Sarawak) et a fini sa vie par des séjours successifs aux États-Unis, au Royaume-Uni et en France, avant de mourir dans un accident de la route en Thaïlande. Il est l'un des fondateurs de l'organisme d'observation sociale Mass-Observation en 1937.